# Chào sông Mã anh hùng
Chào sông Mã anh hùng là nhạc phẩm nổi tiếng do nhạc sĩ Xuân Giao sáng tác. Tác phẩm là một bản anh hùng ca của nhân dân Thanh Hóa. Tác phẩm được Thanh Hóa chọn làm bài tỉnh ca, là nhạc hiệu của Đài Phát thanh - Truyền hình Thanh Hóa. Nó cũng đã được nhiều nghệ sĩ thể hiện rất thành công: Trung Kiên, Trung Đức, Thanh Vinh, Đăng Dương, Trọng Tấn,...

## Phần lời
Chờ gió lên đưa thuyền về... ớ xuôi. Đôi bờ sông Mã lá hoa khoe màu. Hò ớ hơ! Quê nhà mến yêu nắng chiều lưu luyến, vương bóng cầu làng quê thân yêu. Ơ hơ hơ...
Ơi sóng vỗ mái chèo, làng thôn quê ta, khuất xa trìu mến.
Ơi, núi sông quê nhà. Hỏi sông nơi đây, có bao anh hùng, hò ơi dô ơi... Các anh các chị, tuổi xuân đôi mươi, cánh tay luyện thép.
Ơi, dánh giặc đêm ngày đạn bom khôn ngăn, tiếng ca yêu đời, hò ơi dô khoan.
Sừng sững bóng cầu Hàm rồng đứng, soi bóng dòng sông Mã chảy mênh mang ơi. Ơi quê ta bao yêu thương vang nước sông tiếng hát anh hùng ơi.
Hùng vĩ đứng bên Hàm Rồng đó, cau chuối bờ Nam Ngạn tươi xanh ơi. Bên cô dân quân hiên ngang mãi mãi vang cùng sông Mã kiên cường ớ. Hò ơi ơ hỡi dô khoan.

Hò ơ dô đưa nhẹ mái chèo... ớ hơ. Ta chào sông mã kiên cường đời đời. Chào cô dân quân, giữ quê nhà.. ớ hơ. Cho thuyền ta mái lướt trên nước sông Trời thu trong xanh. Ơ hơ hơ...

Ơi, đất quê anh hùng, vui chôn nơi đây, xác bao giặc Mỹ.
Ơi, núi sông ta thề. Dù cho phong ba vẫn vững mái chèo, hò ơi dô ơi... Lúa ngập xanh bờ, làng thôn quê ta, vẫn vui cày cấy.
Ơi, hỡi ai xuôi ngược, dừng nghe câu ca, xóm thôn được mùa, hò ơi dô khoan.

Chào những anh hùng đất Hàm Rồng đó, giữ vững cầu giữ vững mạch giao thông ơi. Ai qua nghe vang bên sông những tiếng ca nhịp sống tưng bưng ơi.
Lừng lẫy chiến công hàm rồng đó đây bóng cầu ghi sức mạnh quân dân ơi. Ta yêu con sông quê hương yêu những con người bất khuất kiên cương ơi. Hò ơi ơ hỡi dô khoan ơ hỡi dô khoan. Ơ hỡi dô khoan.